# Onthophagus rhinocerus
Onthophagus rhinocerus es una especie de insecto del género Onthophagus, familia Scarabaeidae, orden Coleoptera.

Fue descrita científicamente por Gomes Alves en 1944.